# Ponta do Sol (Kap Verde)

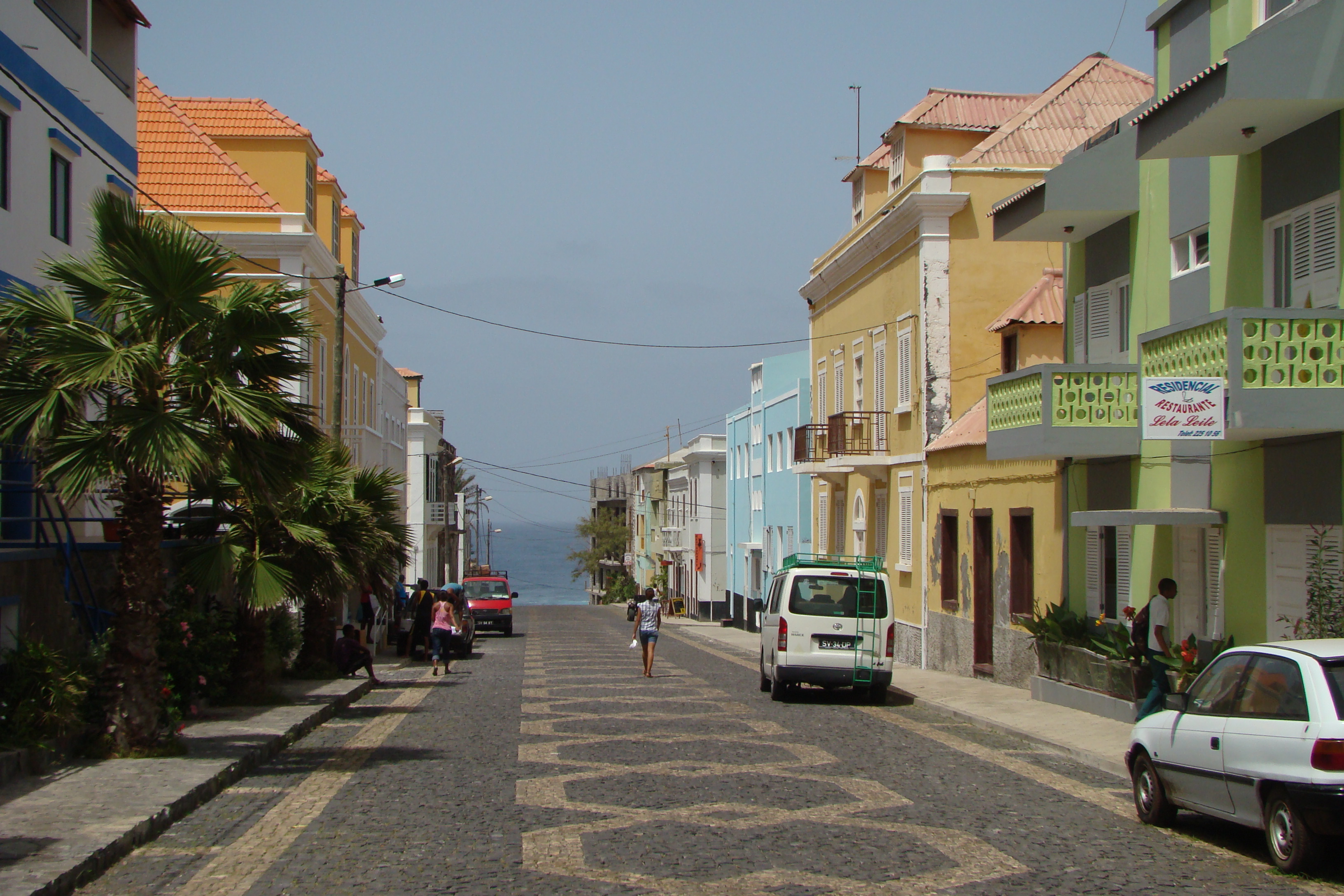
Zentrum of Ponta do Sol

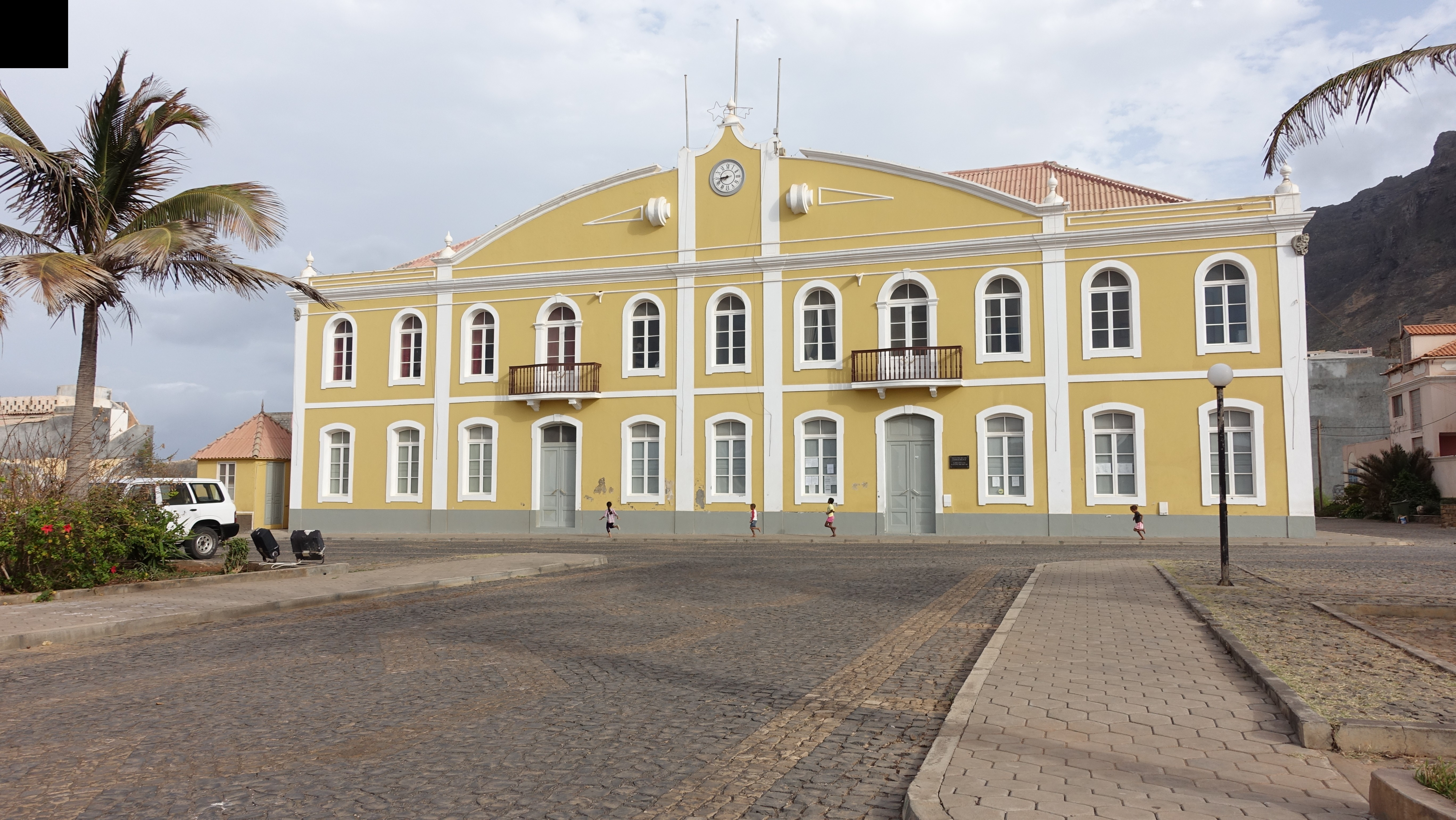
Rathaus

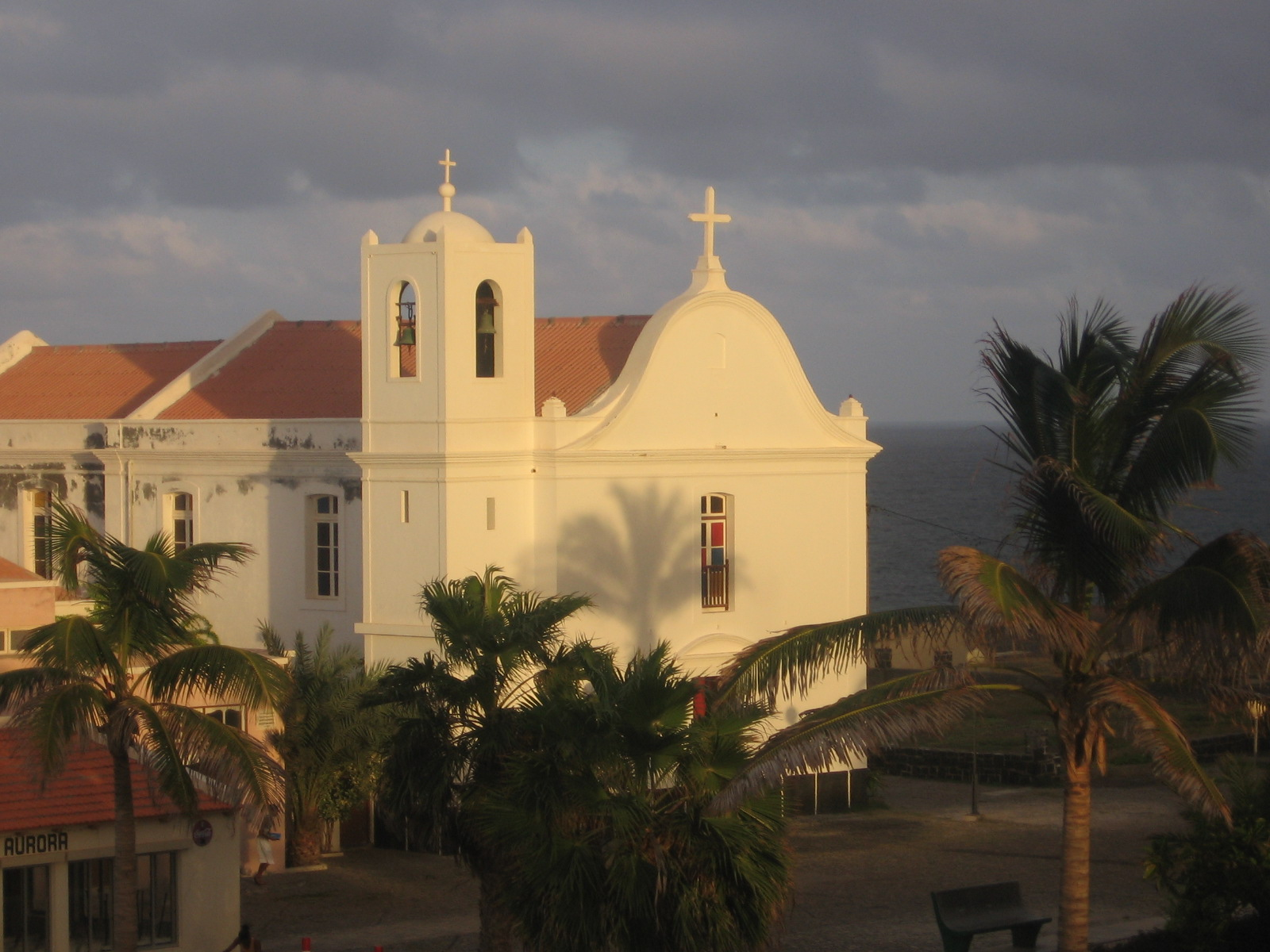
Kirche

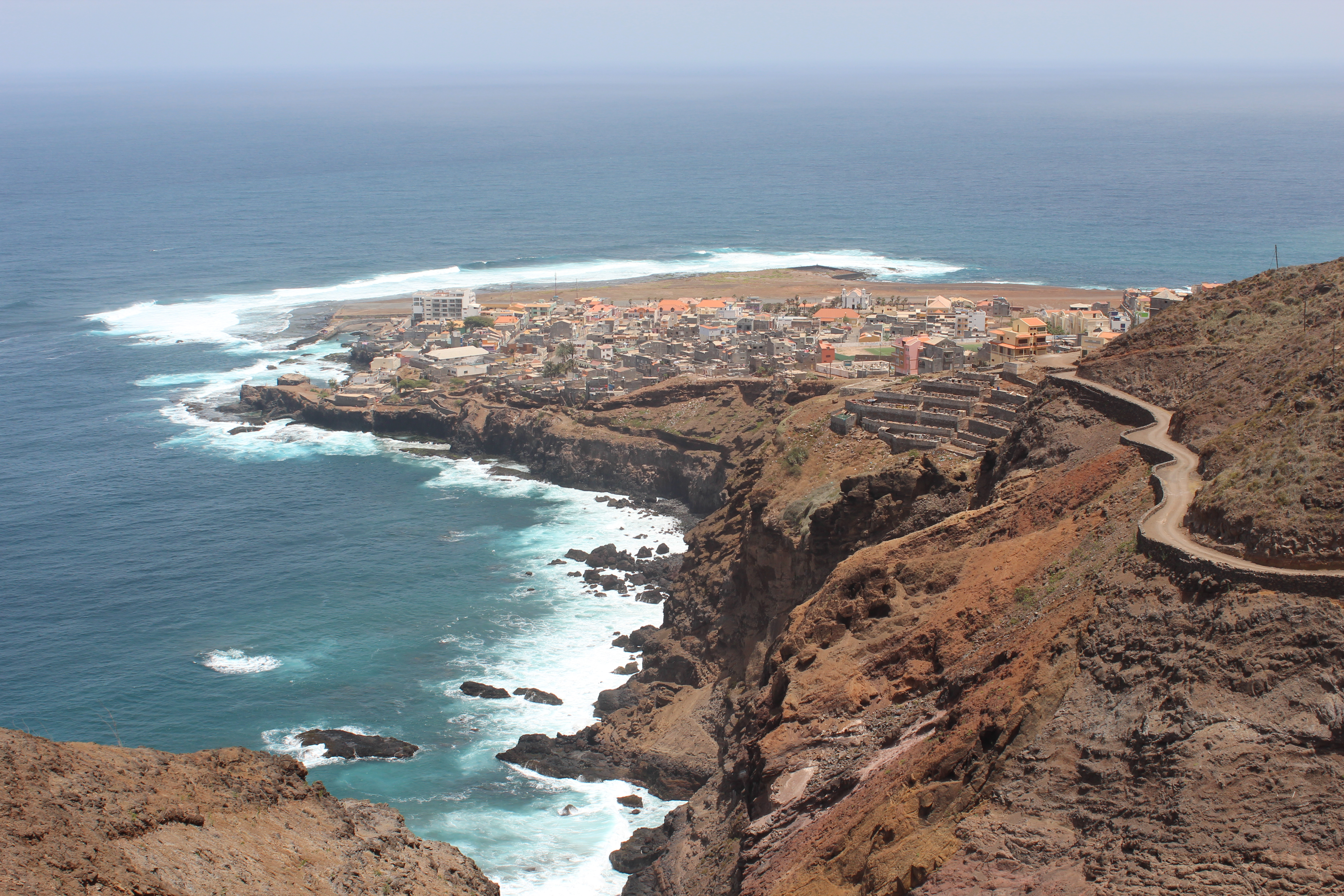
Blick von Süden, Flughafen im Hintergrund direkt am Meer, im Vordergrund das „Schweinehotel“

Ponta do Sol (früher Vila Dona Maria Pia) auf der Insel Santo Antão ist die nördlichste Ortschaft der Kapverden. Sie liegt an der Küste etwa 4 km von Ribeira Grande und 20 km nördlich der Inselhauptstadt Porto Novo. Der Ort ist Sitz der Gemeinde Ribeira Grande.

## Administrative Gliederung
Ponta do Sol ist unterteilt in die Ortsteile
- Casinhas
- Cavouquinho das Tintas
- Chã de Cemitério
- Chã de Ponta do Sol
- Lombinho
- Lombo da Cruz
- Lombo de Paço
- Os Órgãos
- Ponta do Sol
- Ribeira da Ponta do Sol.

## Ortsname
Der frühere Ortsname Vila Dona María Pia bezieht sich auf Maria Pia von Savoyen, die Königin von Portugal von 1862 bis 1889. Die Entwicklung zur Kleinstadt begann in den 1880er Jahren. Zuvor war es ein kleines Fischerdorf.:25
Der heutige Name „Ponta do Sol“ stammt von dem nahegelegenen Kap Ponta do Sol, dem nördlichsten Punkt der Kapverden.

## Bauwerke
Die Kirche Nossa Senhora do Livramento wurde 1894 errichtet.:37–38 Der Ort besitzt einen kleinen jüdischen Friedhof.:52–53
Um Belästigungen durch die Schweinehaltung in den Privatgrundstücken des Ortes zu vermeiden, errichtete die Gemeinde außerhalb des Ortes ein „Schweinehotel“, in dem die Einwohner Ställe anmieten können.

## Wirtschaft
Die Hauptwirtschaftszweige sind Fischfang und in geringem Umfang Tourismus.

## Verkehr
Der Ort war bis zum Bau des Hafens in Porto Novo der einzige Handelshafen der Insel. Der exponiert auf einem Kap gelegene Flugplatz Agostinho Neto Airport wurde in den 1990er Jahren aus Sicherheitsgründen geschlossen.

## Bevölkerung
| Jahr          | Einwohner |
| ------------- | --------- |
| 1990 (Zensus) | 1505      |
| 2010 (Zensus) | 2143      |

## Söhne und Töchter
- Jorge Ferreira Chaves, Architekt
- Raul Pires Ferreira Chaves, Architekt
- Luís de Matos Monteiro da Fonseca  (* 1944), Diplomat